# Leptines de Siracusa
Leptines de Siracusa (en griego antiguo, Λεπτίνης), hijo de Hermócrates y hermano de Dionisio I, fue un militar siracusano del siglo IV a. C.. 
Es mencionado por vez primera cuando dirigía por encargo de su hermano el asedio de Motia (397 a. C.), mientras el propio Dionisio estaba ocupado en someter otras ciudades. Tras la caída de Motia permaneció estacionado en el lugar con una flota de 120 barcos para intentar interceptar una flota cartaginesa, dirigida por Himilcón, pero éste eludió el eventual bloqueo y llegó a Panormos con una buena parte de sus fuerzas, a pesar de que Leptines le persiguió y pudo hundir unas 50 naves con 5.000 hombres y 200 carros. 
La llegada de Himilcón hizo cambiar la situación, ya que pudo avanzar por la costa norte y ocupó y destruyó Mesene, desde donde avanzó hacia Siracusa, con el apoyo de la flota dirigida por Magón. Leptines se dirigió a la zona con su flota y se produjo una gran batalla naval, en la que Leptines desplegó un gran valor, pero cometió un error táctico importante al atacar en diekplous con 30 trirremes a la primera línea cartaginesa y exponiéndose a la periplous o maniobra de rodeo enemiga. Al avanzar imprudentemente con 30 barcos hacia el centro de las fuerzas enemigas, quedó separado del resto de la flota, y sólo pudo escapar quedándose quieto en el mar sin participar. Su flota fue derrotada con fuertes pérdidas y cayeron muchas naves en manos del enemigo. Leptines se retiró con el resto de su flota hacia Siracusa, que sufrió un asedio.
Durante el tiempo que duró el asedio continuó haciendo importantes servicios, dirigiendo el ataque final contra el campamento cartaginés (juntamente con el espartano Farácidas) que acabó con la destrucción de la flota púnica.
No vuelve a oírse hablar de él hasta 390 a. C., año en que fue enviado con una flota para ayudar a los lucanos contra los griegos de la península italiana. Cuando llegó, los lucanos habían ganado una importante batalla en la polis de Turios. Pero en lugar de forzar la destrucción total de los griegos, dio asilo a los refugiados de esta ciudad y negoció la paz ente ambos bandos. Esta conducta era contraria a los deseos de Dionisio, quien le destituyó como comandante de la flota, mando que le fue otorgado a su hermano pequeño Teárides.
Poco después dio una hija en matrimonio a Filisto sin comunicarlo a Dionisio, el cual se ofendió, y le desterró de Siracusa junto al propio Filisto. Ambos se retiraron a Turios donde fueron bien recibidos y adquirieron gran influencia, hasta el punto de que Dionisio juzgó conveniente llamarlos. 
Leptines recuperó su antigua posición y rango y se casó con una hija de Dionisio.
En 383 a. C., estalló la guerra contra los cartagineses, en la que Leptines tomó parte activa y dirigió el ala derecha del ejército siracusano en la batalla de Cronion, en la que dio muestras de gran valor, pero murió en el combate y sus hombres se desbandaron.